# Stegana psilolobosa
Stegana psilolobosa är en tvåvingeart som beskrevs av Chen 2008. Stegana psilolobosa ingår i släktet Stegana och familjen daggflugor. Inga underarter finns listade i Catalogue of Life.